# Hippodrome de la Côte d'Azur
L’hippodrome de la Côte d'Azur est un hippodrome qui se situe sur la commune de Cagnes-sur-Mer.

## Histoire

### Projet
La Seconde Guerre mondiale laisse la Côte d'Azur dans un contexte difficile. De nombreuses infrastructures sont totalement détruites, dont l'ancien hippodrome de Nice et de Mandelieu. Les sociétés exploitantes cherchent alors, dans une volonté commune, un nouveau terrain dès 1945 permettant la démolition des anciens champs de course.
Le terrain de l'ancien Golf Club de Nice à Cagnes présent déjà de nombreuses qualités et la décision est prise dans les mois qui suivent. Dès 1945, le maire Louis Negro, propose en conseil municipal ce projet qui reçoit une approbation en séance du 8 février 1945. 
L'année 1947 va marquer un tournant pour le projet de construction de l'hippodrome. Le 28 février 1947, le conseil municipal de Cagnes vote un emprunt de 39 000 000 francs qui permettra l'achat des terrains et la construction de l'hippodrome. Le 21 mars 1947 la Ville de Cagnes vote en conseil municipal la création du syndicat intercommunal. Il sera composé des communes de Nice et de Cagnes, et devra gérer l'exploitation du site. Le 2 août 1947 le conseil municipal de Cagnes vote l'achat des terrains de l'ancien golf d'une superficie de 387 079 m2 pour un montant de 32 020 530 francs. L'année suivante, la propriété totale est accordée au syndicat intercommunal. Puis, les sociétés des courses de Nice et Cannes achèvent une fusion s'associant au syndicat intercommunal pour une nouvelle société (Société des Courses de la Côte d'Azur - SCCA). En conséquence, un bail emphytéotique est signé entre la SCCA et la ville de Cagnes pour une durée de 100 ans. La préparation du projet de construction se poursuit jusqu'en 1951 avec l'achat d'autres terrains voisins. 
La construction commence en 1951 et ne s'achèvera que 9 ans plus tard. Plusieurs installations provisoires sont néanmoins installées tant l'attente était forte.

### Ouverture
L'hippodrome ouvre ses portes en 1952. Cette ouverture se fait quasiment en secret. Malgré la discrétion de sa mise en service, le projet est alors considéré comme « la plus grande réalisation départementale d’après-guerre ». Les premières courses ont lieu en septembre 1952 en diurne. Hippodrome d'avant-garde, il hérite du système d'irrigation de l'ancien golf et bénéficie dès le 1er mai 1952 d'une station de pompage dans le Loup. Lors des mois qui suivent les installations électriques sont améliorées et permettent dès juillet 1953 les nocturnes. 
Plusieurs travaux continuent jusqu'en 1956, dont la création des tribunes. La première inauguration a lieu pour le meeting d'hiver le 23 décembre 1956. Les travaux continuent toujours pour agrandir les tribunes.
Finalement, il faut attendre le 17 décembre 1960 pour assister à son inauguration officielle en présence de Jean-Pierre Moatti, alors préfet. L'hippodrome s'impose immédiatement comme l'un des plus modernes d'Europe. 
Depuis son ouverture, l'hippodrome de la Côte d'Azur organise deux meetings (hiver et été) et touche toutes les disciplines du sport hippique. Cependant, c'est principalement le meeting d'hiver qui contribue à la célébrité de l'hippodrome. En effet, c'est à cette époque que s'y déroulent les courses les plus prestigieuses, aussi bien en trot qu'en plat. Le climat méditerranéen permet de garder des pistes en bon état, ce qui est bénéfique aux chevaux de plat, défavorisés par le terrain lourd que l'on retrouve dans le reste de la France à cette époque de l'année.

## Caractéristiques techniques
L'hippodrome s'étend sur 63 hectares environ et peut accueillir 11 300 personnes (avec une tribune de 6 000 places).
On trouve plusieurs pistes, notamment 14 hectares de pistes en herbe pour le plat et l'obstacle, une piste en sable fibré pour le plat de 4 hectares, et une piste de trot en terre rouge de 3 hectares. Il dispose également de plusieurs pistes d'entrainement, de plusieurs cités pouvant accueillir jusqu'à 700 chevaux en boxes.
Les infrastructures n'ont cessé de se développer et de s'améliorer, ce qui lui a permis de devenir l'un des plus importants hippodromes de France. En 2008, l'ancienne piste en sable fibré a été remplacée par une nouvelle piste en sable fibré type polytrack.

## Liste des courses
- Grand Critérium de vitesse de la Côte d'Azur disputé à Cagnes depuis le 2 mars 1958 : la plus prestigieuse des courses et un des grands classiques de la saison de trot en Europe.
- Grand Prix de la Ville de Nice (steeple) : 4 500 m
- Grand Prix du Conseil général des Alpes-Maritimes (plat) : 2 400 m puis 1 mille
- Prix de la Côte d'Azur : 2 900 m

## Dates remarquables
- 1945 : décision d'installer l'hippodrome à Cagnes à la suite des bombardements des terrains de Nice et Mandelieu
- 1947 : achat des terrains et mise en place de la SCCA
- 1er mai 1952 : mise en service de la station de pompage pour l'irrigation des pistes gazonnées
- septembre 1952 : première ouverture
- 1953 : installation de groupes électriques pour les nocturnes et création de la piste de trot
- 1956 : construction des tribunes de 60 m
- 23 décembre 1956 : première inauguration
- 1960 : doublement des tribunes à 126 m et création d'un auvent
- 17 décembre 1960 : inauguration officielle
- janvier 1960 : premier tiercé en province joué à Cagnes
- 1er septembre 1963 : premier hippodrome à instaurer l'autostart
- 1964 : installation de la calculatrice électronique pour le pari mutuel
- 1966 : agrandissement de la salle des balances par l'architecte Eugène Lizero et inauguration des stalles de départ
- 1975 : inauguration de la clinique vétérinaire de l'hippodrome

## Galerie

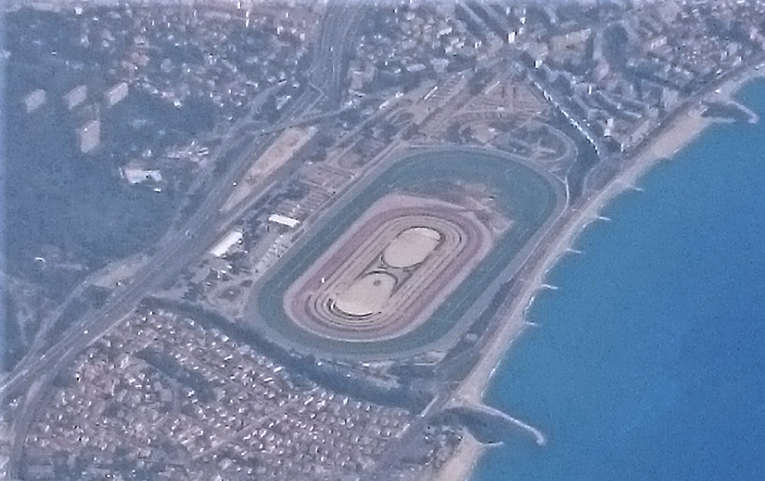
Vue aérienne en avril 2017.
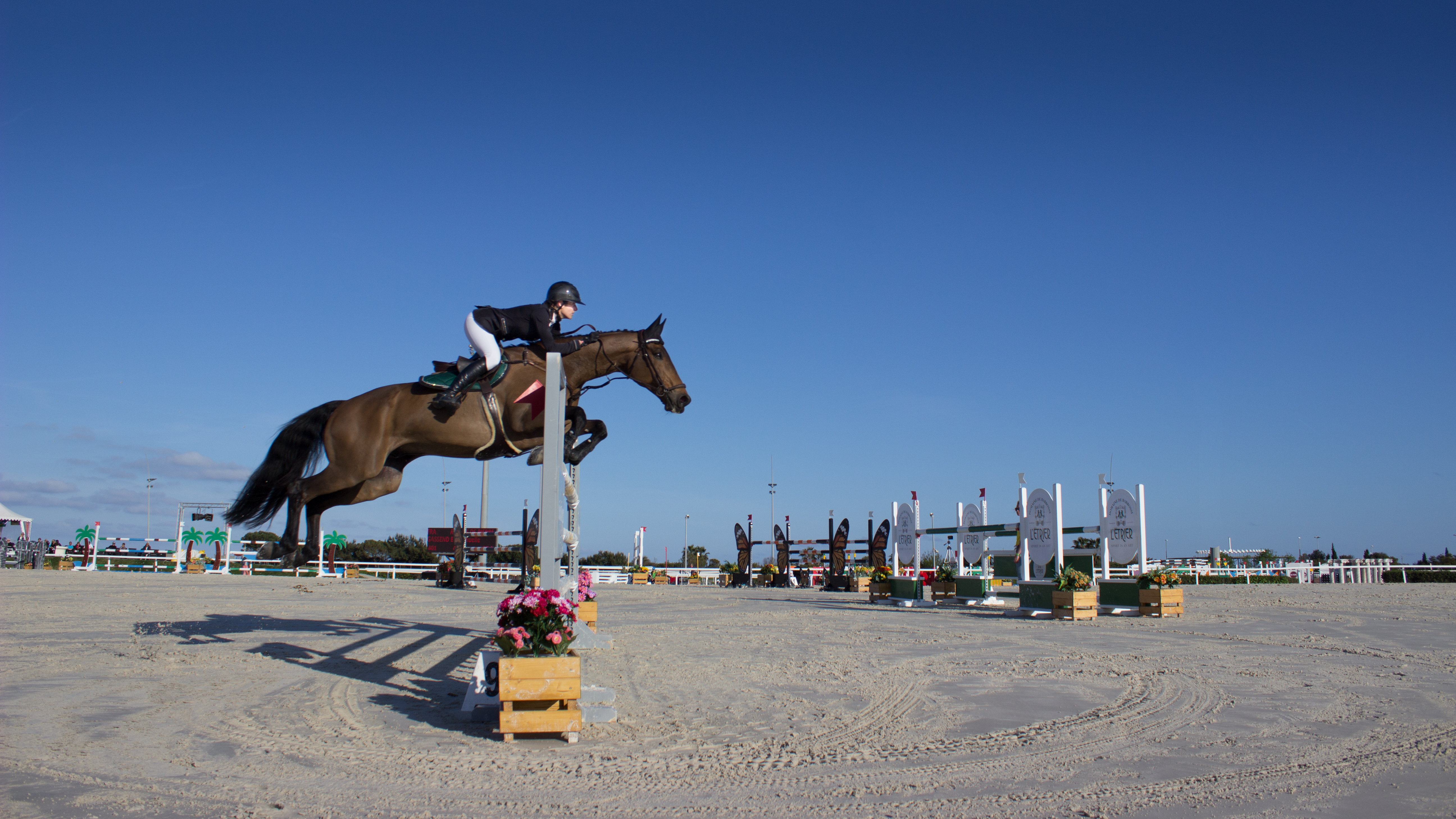
Concours hippique en avril 2016
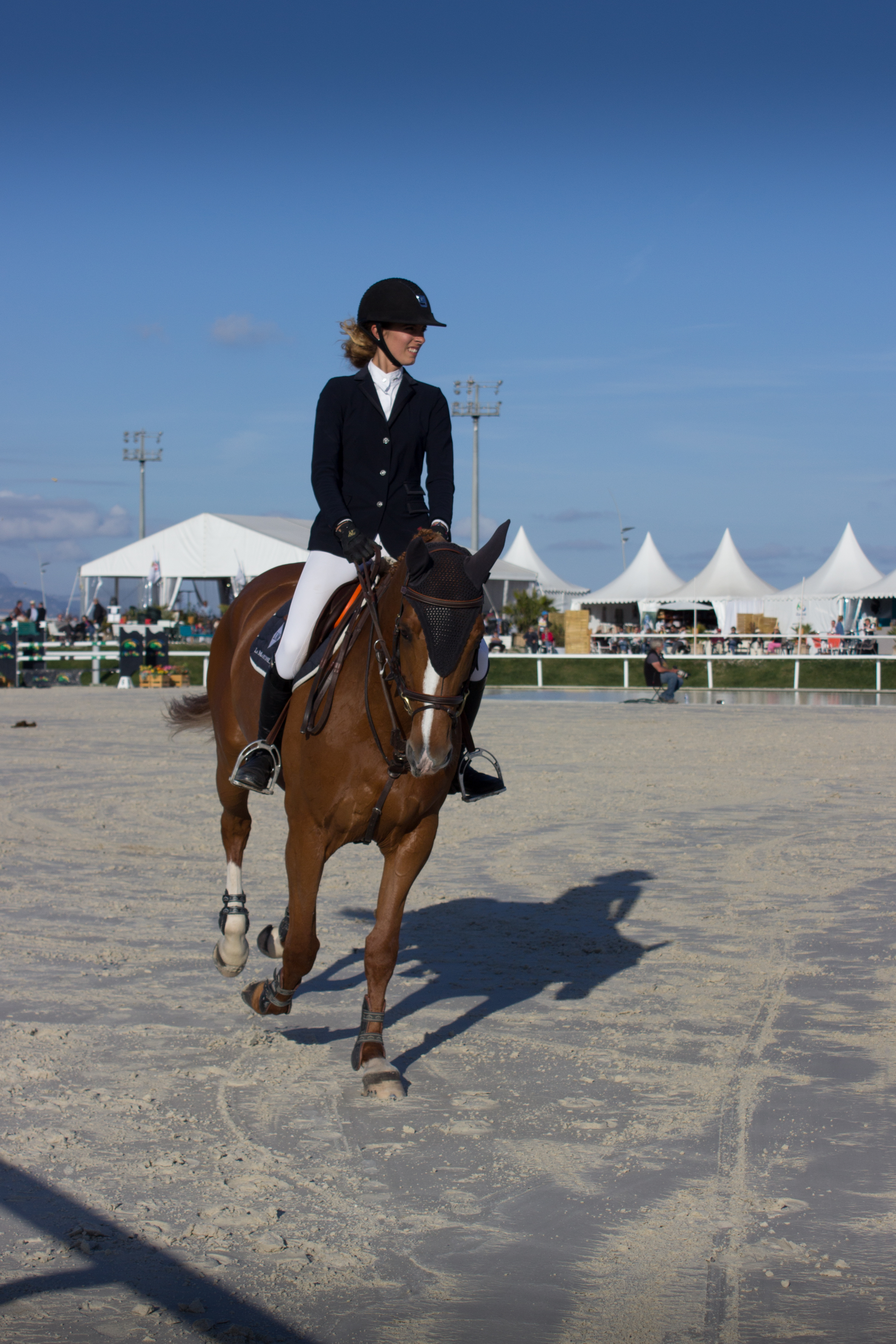
Concours hippique en avril 2016
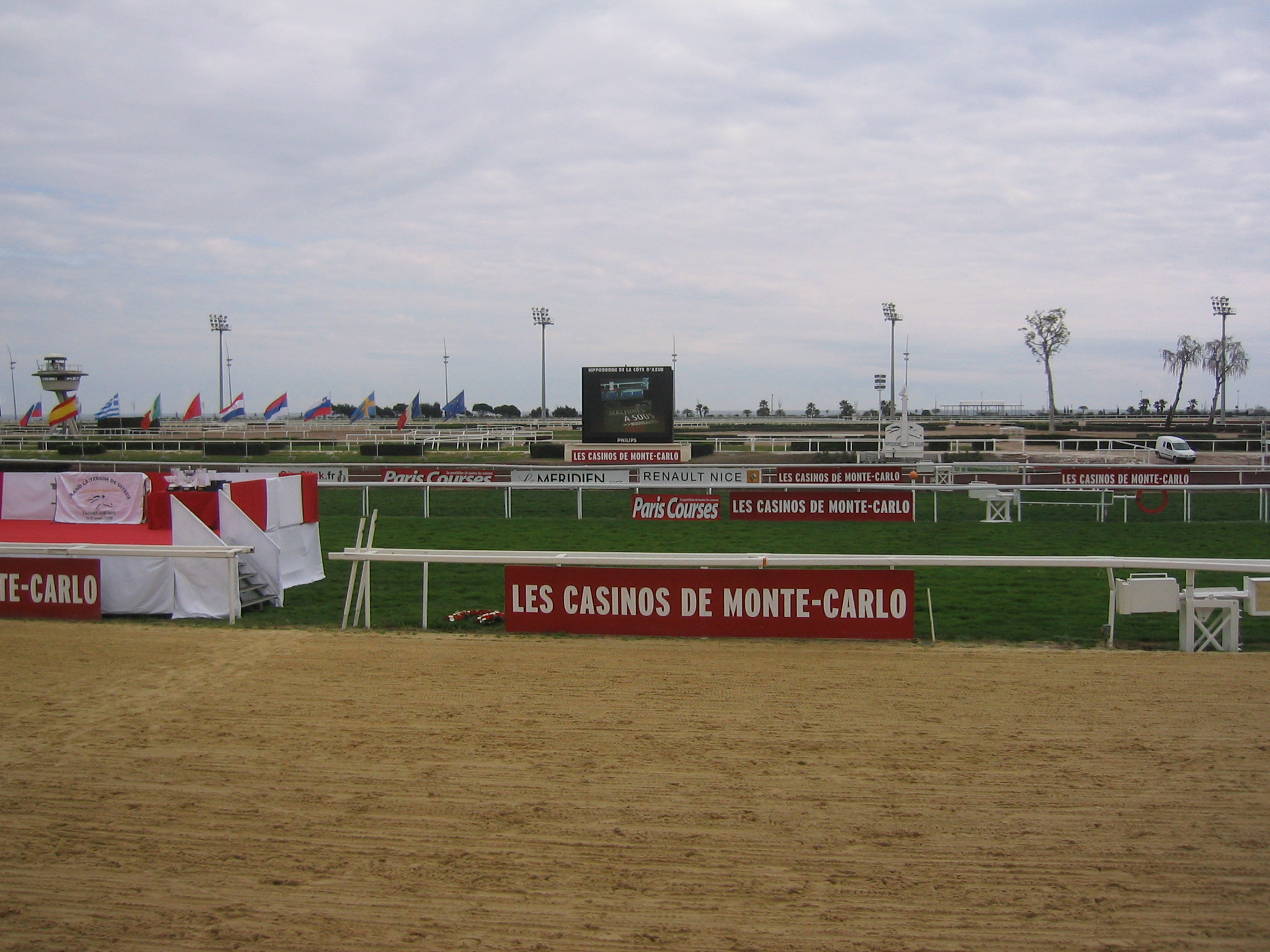
L'hippodrome de la Côte d'Azur
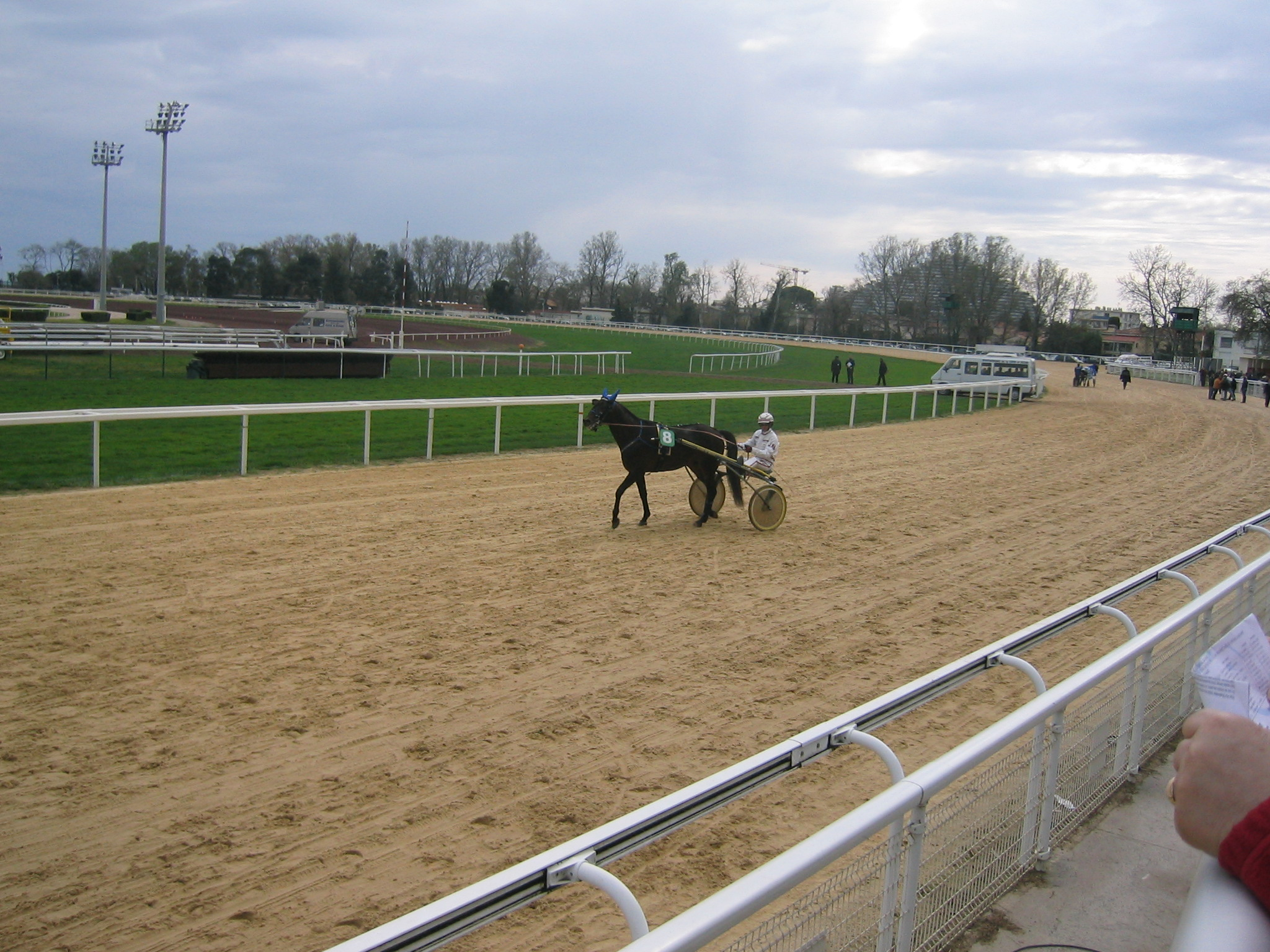
Vue des différentes pistes de l'hippodrome